# Пёрселл, Джо Эдвард
Джо Эдвард Пёрселл (англ. Joe Edward Purcell; 29 июля 1923, Уоррен, Арканзас — 5 марта 1987, Бентон, Арканзас) — американский политик, губернатор штата Арканзас в течение шести дней (январь 1979 года), а также генеральный прокурор штата Арканзас (1967—1971) и девятый вице-губернатор Арканзаса (1975—1981). Член Демократической партии.
Пёрселл родился в городе Уоррен на юге Арканзаса. Окончил школу права Университета Арканзаса в Фейетвилле. С 1962 по 1967 год служил муниципальным судьёй в Бентоне, затем, во время губернаторства Уинтропа Рокфеллера, занимал пост генерального прокурора штата.
Дважды неудачно баллотировался на пост губернатора Арканзаса. В 1970 году уступил на первичных партийных выборах будущему губернатору Дейлу Бамперсу, в 1982 году — Биллу Клинтону. Являлся вице-губернатором Арканзаса при губернаторах Прайоре и Клинтоне. Исполнял обязанности губернатора в течение шести дней в январе 1979 года после избрания Прайора сенатором.